# 내일은 해가 뜬다
〈내일은 해가 뜬다〉는 1966년에 쟈니리가 부른 대한민국의 대중가요이다. 김문응 작사, 길옥윤 작곡이다. 1980년대에 들어서 사노라면이라는 제목으로 더 잘 알려졌다.

## 출시 그리고 금지곡 지정
이 노래는 당시 일본에서 막 귀국한 길옥윤이 작곡하였는데, 쟈니리는 이 노래와 더불어 '예예예'라는 노래를 녹음하여 길옥윤 작품집인 ‘빛과 그림자’음반에 먼저 수록하였다.  그러다가 1966년에 쟈니리의 독집앨범인 '쟈니리 가요앨범'(신세기레코드에서 출반)의 1면 세 번째에 이 노래가 재수록되었다.   독집 앨범은 발매하자마자 품절이 되어 35만장이 팔려나가는 베스트 셀러가 되었다.
이 노래는 독집앨범에 수록되었던 '뜨거운 안녕'의 인기에 눌려 조명을 받지는 못했으나 동아방송 라디오 등에서 많이 흘러나왔다.
이 노래가 출시된 지 1년 후인 1967년에는 "사노라면 언젠가는 좋은 때도 올테지"라는 가사가 "현실 부정적"이라는 내용으로 문제가 되어 방송 금지곡으로 지정되었다.  "그럼 지금은 나쁜 시절이란 말이냐?"는 것이 금지곡 지정 사유였다.

## 작자 미상 구전 가요 사노라면
1967년에 금지곡으로 지정되었지만, 1980년대 초부터 운동권 학생들에게 널리 불렸다.  그러나 대학가 운동가요집에 사노라면이라는 제목으로 기록되었으며 작자 미상, 혹은 구전 가요 등으로 알려지게 되었다.
그러다가 1987년에 들국화를 해체한 전인권과 허성욱이 '추억 들국화'라는 음반을 발표하면서 이 노래를 녹음하여 수록하였다.  이들이 부른 노래는 연극 '칠수와 만수'에 삽입되었으며 크게 인기를 얻었다.  이 후 장필순, 김장훈, 크라잉넛, 신화, 레이지본, 체리필터 등 많은 가수들에게 불렸다.
이 노래가 작자미상 및 다른 제목으로 알려졌기 때문에, 곡을 처음 발표한 쟈니리는 1992년에 임성훈이 진행한 '밤으로 가는 쇼'(KBS 방영)에 출연했을 때 자신이 '사노라면'의 원래 가수임을 넌지시 말했지만 아무도 믿어주지 않는 분위기였다. 이 후 서울특별시 청진동의 한 카페에서 노래를 부를 때 전인권을 만나 자신이 '사노라면'을 처음 부른 가수임을 이야기하자 전인권은 웃으면서 고개를 끄덕였다고 한다.  이에 쟈니리는 "내 노래가 저작권 협회나 노래방에 계속 작자 미상으로 나와 속상해도 확인해 줄 음반도 없고 절차가 복잡해 포기했었다."고 회고하였다.

## 공식적으로 밝혀진 원작자
2004년 9월 16일에 가요 평론가 박성서가 자신이 소장해왔던 음반을 공개하면서 이 노래의 원작자와 가수가 공식적으로 밝혀졌다.  이에 쟈니리는 "'사노라면'의 진실이 밝혀져 기쁘다. 또 죽었던 노래를 널리 알려준 후배 전인권이 진심으로 고맙다."고 하였다.
이후 2008년에 이 노래를 작곡한 길옥윤의 동생인 최치갑에 의해 정식으로 저작권 등록이 되었다.